# 圣帕尔杜 (滨海夏朗德省)
圣帕尔杜（法語：Saint-Pardoult，法語發音：[sɛ̃ paʁdu]）是法国滨海夏朗德省的一个市镇，位于该省东部偏北，属于圣让当热利区。

## 地理
圣帕尔杜（45°59'55"N, 0°26'59"W）面积5.6 平方千米，位于法国新阿基坦大区滨海夏朗德省，该省份为法国西部滨海省份，北起旺代省，西临大西洋，南至吉倫特省，东南接多爾多涅省，东北接德塞夫勒省接壤，东临夏朗德省。
与圣帕尔杜接壤的市镇（或旧市镇、城区）包括：昂特藏-拉沙佩勒、莱塞格利斯-达让特伊、圣皮埃尔德利勒、里沃德布托讷。

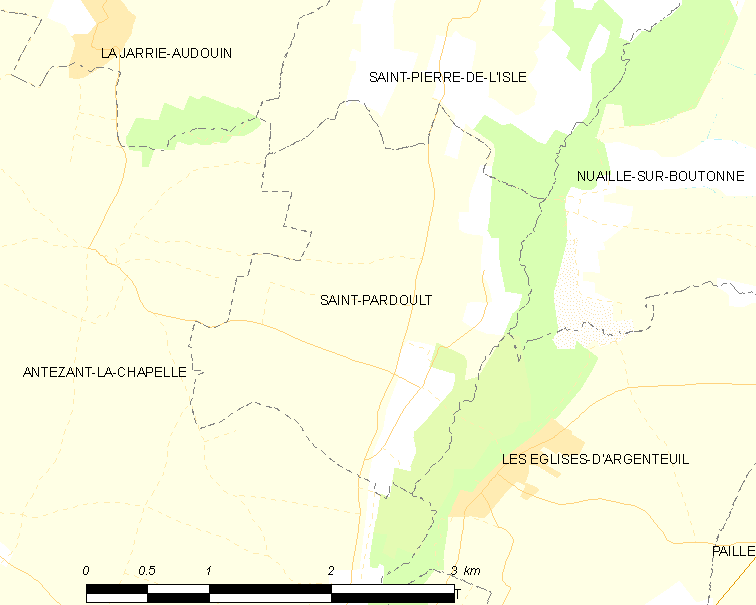
的OSM定位图

圣帕尔杜的时区为UTC+01:00、UTC+02:00（夏令时）。

## 行政
圣帕尔杜的邮政编码为17400，INSEE市镇编码为17381。

## 政治
圣帕尔杜所属的省级选区为马塔县。

## 人口

1962-2008年间人口变化图示

圣帕尔杜于2022年1月1日时的人口数量为214人。